# Agua Escondida, Puebla
Agua Escondida är en ort i Mexiko.   Den ligger i kommunen Izúcar de Matamoros och delstaten Puebla, i den sydöstra delen av landet, 120 km sydost om huvudstaden Mexico City. Agua Escondida ligger 1 270 meter över havet och antalet invånare är 586.
Terrängen runt Agua Escondida är kuperad österut, men västerut är den platt. Runt Agua Escondida är det ganska tätbefolkat, med 65 invånare per kvadratkilometer. Närmaste större samhälle är Izúcar de Matamoros, 4,7 km norr om Agua Escondida. Omgivningarna runt Agua Escondida är en mosaik av jordbruksmark och naturlig växtlighet.